# Léon Karren
Léon Karren est un chef de musique militaire et compositeur français né le 5 juillet 1854 à Vaugirard (actuellement Paris) et mort le 8 février 1920 au Château-d'Oléron (Charente-Maritime).

## Biographie
Léon Gustave Joseph Karren naît le 5 juillet 1854 à Vaugirard (Seine),.
Il étudie au Conservatoire de Paris, auprès de François Bazin et Théodore Dubois, où il obtient un premier prix d'harmonie en 1875 puis un premier prix de contrepoint et fugue en 1878,.
En 1879, il est nommé chef de la Musique des équipages de la flotte de Brest, où il reste quatorze ans,.
Dans la cité bretonne, il crée des cours gratuits d'harmonie le lundi matin pour les musiciens désirant se perfectionner et organise de nombreux concerts, sur le Cours d'Ajot, à bord du Borda ou dans les églises de la ville.
En 1889, il est nommé officier d'Académie. En 1892, il compose une Aubade bretonne pour la venue du président de la République à Brest.
En 1893,, succédant à Gabriel Parès, Léon Karren devient chef de la Musique des équipages de la flotte de Toulon, où il reste jusqu'à la fin de sa carrière,. En août de cette même année, il préside un grand concours musical à Lyon, pour lequel il compose un morceau de circonstance, Au Clair de lune, nocturne et danse pour harmonie militaire, dédié à Vincent d'Indy.
En 1903, il est nommé chevalier de la Légion d'honneur.
Comme compositeur, il est l'auteur de plusieurs musiques originales pour orchestre d'harmonie, quelques mélodies et pièces pour piano, deux transcriptions de Charles Collin, L'Hermine et Marche d'Arthur, une du Carnaval de Ropartz. 
Léon Karren meurt le 8 février 1920 au Château-d'Oléron (Charente-Maritime),,. Il était chevalier de la Légion d'honneur et officier de l'instruction publique,.

## Œuvres
On doit à Léon Karren une soixantaine d'œuvres, la plupart écrites à Brest.
À son catalogue, figurent notamment,, :
- Symphonie funèbre (1881)
- Concerto pour clarinette, avec accompagnement d'orchestre d'harmonie (1882)
- Trois ouvertures de concert (1884)
- Sonate d'église (1890)
- O Salutaris (1890)
- Aubade bretonne (1892)
- Au Clair de lune, Nocturne et Danse pour harmonie militaire (1893)
- Petit Conte breton (1894)
- Bohémiennes
- La Danse aux flambeaux
- La Rhapsodie enthousiaste
- Petite Marche militaire
- Soudars
- Sérénade de Mazeppa
- Pour la patrie, chant avec chœur
- Haut les cœurs, chant patriotique avec chœur
- En Bretagne
- Rondel du Lys, mélodie d'après Sullian Collin
- Si vous voulez m'aimer, mélodie d'après d'Alex Verchin
- Berceuse bretonne
- Quadrille rustique
- Fantaisie espagnole